# 101
Évszázadok: 1. század – 2. század – 3. század
Évtizedek: 50-es évek – 60-as évek – 70-es évek – 80-as évek – 90-es évek – 100-as évek – 110-es évek – 120-as évek – 130-as évek – 140-es évek – 150-es évek
Évek: 96 – 97 – 98 – 99 –  100 – 101 – 102 – 103 – 104 – 105 – 106

## Események

### Római Birodalom
- Traianus császárt (helyettese februártól Sextus Attius Suburanus Aemilianus, áprilistól Caius Sertorius Brocchus Quintus Servaeus Innocens, májustól [...]us Proculus, októbertől Lucius Arruntius Stella) és Quintus Articuleius Paetust (helyettese Marcus Maecius Celer és Lucius Julius Marinus Caecilius Simplex) választják consulnak.
- Traianus arra való hivatkozással, hogy Decebalus nem tartja be (az egyébként is neki kedvező) korábbi békeszerződést, hadat üzen a dákoknak. A hadjáratot Viminaciumból indítja és óvatosan nyomul be Dákiába. A második tapaei csatában legyőzi Decebalust, aki azonban rendezetten vonul vissza az ütközetből. A közelgő tél miatt Traianus visszavonul római területre. Ezt kihasználva a dákok és roxolán szövetségeseik átkelnek a befagyott Dunán (a vékony jég miatt sokan belefulladnak) és betörnek Moesiába. Az adamclisii csatában Traianus súlyos veszteségek árán megsemmisíti a támadó sereget.

## Születések
- Lucius Aelius Caesar, római politikus
- Herodes Atticus, római politikus és filozófus

## Halálozások
- Silius Italicus, római költő

## Fordítás
- Ez a szócikk részben vagy egészben  az   AD 101 című angol Wikipédia-szócikk ezen változatának fordításán alapul.  Az eredeti cikk szerkesztőit annak laptörténete sorolja fel. Ez a jelzés csupán a megfogalmazás eredetét és a szerzői jogokat jelzi, nem szolgál a cikkben szereplő információk forrásmegjelöléseként.